# Incizie
Acest articol se referă la sensul larg al termenului. Pentru sensul utilizat în chirurgie, vezi Incizie chirurgicală.
Incizia este o tehnică folosită în cadrul ornamentației ceramicii. Prin incizie se înțelege trasarea în lutul moale cu ajutorul unei bucăți de lemn, os sau alt materiale a unor adâncituri, mai mult sau mai puțin fine, cu ajutorul cărora se trasează linii sau diverse motive ornamentale. Uneori pe suprafața vaselor motivele incizate sunt acoperite cu o substanță alba în tehnica incrustației.